# Tux

Tux – maskot operačního systému Linux

Tux je maskot operačního systému Linux. Tux, kterého vytvořil Larry Ewing v roce 1996, je buclatý tučňák. Myšlenka, že by maskot Linuxu měl být tučňák, pochází od Linuse Torvaldse, tvůrce jádra systému Linux.
Občas se říká, že jeho jméno je odvozené z Torvalds UniX, spíš než že tučňáci nosí frak, v angličtině tuxedo.
Logo bylo vytvořeno v programu GIMP (grafický program nabízený jako free software) a bylo vytvořeno s následující podmínkou:
Povolení k použití a/nebo modifikaci je poskytnuto, pokud se zmíníte o GIMPu a o mně, když se někdo zeptá.
Podle Jeffa Ayerse má Linus Torvalds „fixaci na tlusté, nelétající vodní ptactvo“ a Torvalds sám tvrdí, že „tučňákitidu“ dostal po jemném kousnutí od tučňáka: „Tučňákitida vás donutí v noci nespat a myslet na to, jak moc tučňáky milujete.“ Torvaldsova nemoc je samozřejmě jen vtip, ale když navštívil Canberru, opravdu ho jeden tučňák kousl. Torvalds hledal něco legračního a sympatického pro spojení s Linuxem, a tlustý tučňák šťastně ležící po dobrém jídle zcela naplňoval jeho představy.
Tux se brzy stal maskotem Linuxu a komunity open source. Jedna britská skupina uživatelů Linuxu dokonce v Bristolské zoo jednoho tučňáka adoptovala. Tux je mnohem známější než jeho souputník GNU, stydlivý a tichý pakůň reprezentující projekt GNU.
Bývá často podle využití různě „oblečen“: např. při reprezentaci bezpečnostního algoritmu PaX má na sobě helmu a nese sekyru a štít.
Tux se vyskytuje i v mnoha počítačových hrách. Hlavním hrdinou je např. v linuxové hře SuperTuxKart či Tux Racer, ve které hráč ovládá tučňáčka, který po břiše sjíždí hory, sjezdovky a snaží se chytit co nejvíce sleďů v daném časovém limitu.
V některých linuxových distribucích se Tux objevuje při startu počítače, u víceprocesorových systému je jich na obrazovce víc - za každé jádro CPU dostupné pro jádro jeden.

## Další významy
TUX je také název webového serveru v jádře Linuxu, který je schopen obsloužit mnohem více statických webových stránek než tradiční HTTP servery typu Apache. Tento software spravuje společnost Red Hat  Archivováno 4. 2. 2005 na Wayback Machine..

## Galerie

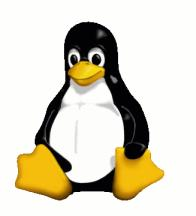
Původní rastrový obrázek
S lesklým vzhledem
S vylepšeným 3D vzhledem
S plochým vzhledem
S černobíle plochým vzhledem
S původním plochým vzhledem
S původním plochým 3D vzhledem
V jednoduše vektorizovaném provedení
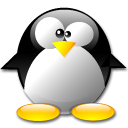
V krystalovém provedení
Ve variantě používané Slackwarem
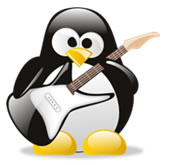
Tux z TuxGuitar
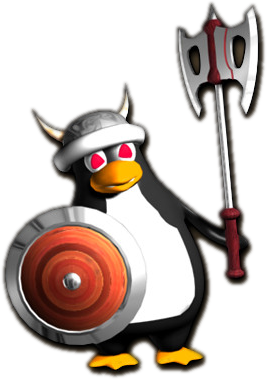
V PaX variantě